# علي فضل
علي فضل (مواليد 15 أكتوبر 1986) هو ممثل وعارض هندي، بدأ مسيرته الفنية في عام 2008، أشتهر بدوره في فيلم فيكتوريا وعبدول.

## وصلات خارجية
- علي فضل على موقع IMDb (الإنجليزية)
- علي فضل على موقع روتن توميتوز (الإنجليزية)
- علي فضل على موقع قاعدة بيانات الفيلم (الإنجليزية)